# Коми (език)
Вижте пояснителната страница за други значения на Коми.
Коми (или коми-зирянски) е угро-фински език, говорен от народа коми в североизточната част на европейска Русия. Най-близкият до него език е удмуртският, като двата езика образуват подгрупата на пермските езици.

## Диалекти
Има 3 основни наречия, всяко от които има собствена книжовна норма:
- северно (коми-зирянски) – говори се от около 200 хил. души.
  - сиктивкарски
  - нижневичегодски
  - верхневичегодски
  - среднесисолски
  - верхнесисолски
  - вимски
  - лузко-летски
  - ижемски
  - печорски
  - удорски

Отделните наречия не се различават особено. Един от диалектните признаци е промяната на съгласния звук на мястото на историческото краесловно [-l]. Имаме:
- елови диалекти – [l] се пази във всички позиции: кылыс „езикът му“, кыл „език“.
- ве-елови диалекти – [l] в края на сричката преминава във [v]: кылыс, кыв.
- нулеви-елови диалекти – [l] в края на сричката преминава в [u] или изпада: кылыс, кыу или кы.

## Писменост
Интересно е да се отбележи, че най-старата писменост на коми датира от 14 век. Създадена е била от мисионера Степан Храп, чиято майка е била коми, в град Велики Устюг въз основа на кирилицата и гръцката азбука. От 16 век се използва руската кирилица, а са въведени две допълнителни букви: I, і и Ӧ, ӧ. През първата половина на 20 век, за няколко години се използва молодцовската азбука, също вариант на кирилицата.

## Граматически особености

### Падежи
- Има силно развита падежна система (16 падежа) с форми за всяко притежателно лице. Имената нямат род, а се делят по признака притежание (мой, твой, негов, наш, ваш, техен).
- Падежните окончания се поставят след показателя за множествено число и притежателен суфикс. При наличие на притежателен суфикс се получава лично-притежателно склонение, което има особена форма в някои падежи. Нормативната форма (притежателен суфикс + падеж) не е отбелязана в дадената таблица.
- Именителният падеж има нулево окончание.

| Въпрос                  | Падеж                    | Окончание | мой    | твой   | негов, неин | наш     | ваш     | техен   |
| Кой, какво?             | Нимтан, Именителен       |           |        |        |             |         |         |         |
| Чий?                    | Асалан, Притежателен     | -лöн      |        |        |             |         |         |         |
| от кого, от какво?      | Босьтан, Събирателен     | -лысь     |        |        |             |         |         |         |
| На кого, какво?         | Сетан, Дателен           | -лы       |        |        |             |         |         |         |
| Кого?                   | Керан, Винителен         | -öс -сö   | -öс    | -тö    | -сö         | -нымöс  | -нытö   | -нысö   |
| с кого, какво?          | Керанторъя, Творителен   | -öн       | -нам   | -над   | -нас        | -наным  | -наныд  | -наныс  |
| без кого, какво?        | Торйöдан, Лишителен      | -тöг      |        |        |             |         |         |         |
| с кого, какво?          | öтвывтан, Съвместен      | -кöд      |        |        |             |         |         |         |
| за кого, какво?         | Могман, Целеви           | -ла       |        |        |             |         |         |         |
| къде, в какво?          | Ина, Местен              | -ын       | -ам    | -ад    | -ас         | -аным   | -аныд   | -аныс   |
| откъде, от какво?       | Петан, Изходен           | -ысь      | -сьым  | -сьыд  | -сьыс       | -сьыным | -сьыныд | -сьыныс |
| в какво?                | Пыран, Входителен        | -ö        | -ам    | -ад    | -ас         | -аным   | -аныд   | -аныс   |
| Към кого, към какво?    | Матыстчан, Приближителен | -лань     |        |        |             |         |         |         |
| от кого, от какво?      | Ылыстчан, Отделителен    | -сянь     |        |        |             |         |         |         |
| по какво? (за движение) | Вуджан                   | -öд       | -öдым  | -öдыд  | -öдыс       | -öдным  | -öдныд  | -öдныс  |
| до кого, какво?         | Воан, Достигателен       | -öдз      | -öдзым | -öдзыд | -öдзыс      | -öдзным | -öдзныд | -öдзныс |

Пример: зонъ-яс-ыс-лы = „момче“ + (мн. ч.) + „неин“ + (дателен падеж) = „на нейните момчета“

### Следлози
- Предлози няма.
- Отношенията между частите на изречението се изразяват падежно или чрез следлози.
- Следлозите се скланят, като отнасящото се към тях съществително име стои в именителен падеж.

### Прилагателни и числителни имена
- Прилагателните не се съгласуват със съществителните по число.
- След числистелните имена съществителното име е винаги в единствено число.
- Бройни числителни: 1 öтик, 2 кык, 3 куим, 4 нёль, 5 вит, 6 квайт, 7 сизим, 8 кöкъямыс, 9 öкмыс, 10 дас, 11 дас öтик, 12 дас кык,... 20 кызь, 21 кызь ӧти, 22 кызь кык,…30 комын, 40 нелямын, 50 ветымын, 60 квайтымын, 70 сизимдас, 80 кöкъямысдас, 90 öкмысдас, 100 сё, 1000 сюрс.

### Глаголи
- Глаголите имат 2 спрежения: положително и отрицателно.
- Има 3 времена: сегашно, бъдеще и минало.
- Пример: гижны = „пиша“ (инфинитив -ны).

#### Сегашно време
| Положително спрежение | Положително спрежение | Положително спрежение | Положително спрежение | Отрицателно спрежение | Отрицателно спрежение | Отрицателно спрежение | Отрицателно спрежение |
| Ед. число             | Ед. число             | Мн. число             | Мн. число             | Ед. число             | Ед. число             | Мн. число             | Мн. число             |
| 1.                    | гиж-а                 | 1.                    | гиж-ам                | 1.                    | ог гиж                | 1.                    | огöй гиж-öй           |
| 2.                    | гиж-ан                | 2.                    | гиж-анныд             | 2.                    | он гиж                | 2.                    | онöй гиж-öй           |
| 3.                    | гиж-ö                 | 3.                    | гиж-öны               | 3.                    | оз гиж                | 3.                    | оз гиж-ны             |

#### Бъдеще време-1 (просто)
- Различава се от формите на сегашното само при формите за 3 лице: гиж-ас, гиж-асны.
- Отрицателни форми не се образуват.

#### Бъдеще време-2 (сложно)
- Образува се посредством спомагателен глагол. (кутны „хващам“, заводитны „започвам“, мöдны „съм“). Примерно кут-а, заводит-а, мöд-а гижны; кут-ан, заводит-ан, мöд-ан гижны и.т.н.
- Отрицателните форми се образуват посредством отрицателните форми на спомагателния глагол, инфинитивът не се променя.

#### Минало-1
| Положително спрежение | Положително спрежение | Положително спрежение | Положително спрежение | Отрицателно спрежение | Отрицателно спрежение | Отрицателно спрежение | Отрицателно спрежение |
| Ед. число             | Ед. число             | Мн. число             | Мн. число             | Ед. число             | Ед. число             | Мн. число             | Мн. число             |
| 1.                    | гиж-и                 | 1.                    | гиж-им                | 1.                    | эг гиж                | 1.                    | эгöй гиж-öй           |
| 2.                    | гиж-ин                | 2.                    | гиж-инныд             | 2.                    | эн гиж                | 2.                    | энöй гиж-öй           |
| 3.                    | гиж-ис                | 3.                    | гиж-исны              | 3.                    | эз гиж                | 3.                    | эз гиж-ны             |

#### Минало-2 (преизказно)
- Употребява се при преразказването или предаването на чужди думи, когато говорещият не е бил свидетел на описваните събития.
- Не се употребява в първо лице.
- На български може да се преведе с преизказно наклонение.

| Положително спрежение |           |           |            |
| Ед. число             | Ед. число | Мн. число | Мн. число  |
| 2.                    | гиж-öмыд  | 2.        | гиж-öмныд  |
| 3.                    | гиж-öма   | 3.        | гиж-öмаöсь |

- Отрицателната форма се образува с помощта на частицата абу: абу гиж-öмыд= „не си писал“.

## Речници
- Тимушев Д. А., Колегова Н. А. Коми-русский словарь. М., 1961.
- Fokos-Fuchs D. Syrjänisches Wörterbuch. Bdpst, 1959.
- Електронен коми-руски речник Архив на оригинала от 2008-11-06 в Wayback Machine.